# Мартюнино (Ярославская область)
Мартюнино -  деревня  в Назаровском сельском поселении Рыбинского района Ярославской области .
Деревня расположена примерно в 1 км на север от центра сельской администрации Шашково, на автомобильной дорога Рыбинск-Шашково-Тутаев, на развилке с дорогой ведущей из Шашково к Шестовскому. Деревня стоит на левом берегу ручья Карановская, отделённая от него названными дорогами. Ниже по течению, на юго-запад от деревни за эти ручьем Караново .
Деревня Мартюкова указана на плане Генерального межевания Романовского уезда 1790 года. После объединения уездов в 1822 году деревня относилась к Романово-Борисоглебскому уезду. В списке населённых пунктов 1865 года указана деревня Мартюки.
На 1 января 2007 года в деревне числилось 12 постоянных жителей . Деревня обслуживается почтовым отделением Шашково. По почтовым данным в деревне 13 домов .